# Liste des principales compagnies aériennes européennes
Pour un article plus général, voir Liste des plus grandes compagnies aériennes.
Voici une liste des principales compagnies aériennes européennes.
| Nom de la compagnie                                | Pays           | Nombre de passagers | Nombre de vols | Taux de remplissage des vols ("Load factor") | Année | source                                   |
| -------------------------------------------------- | -------------- | ------------------- | -------------- | -------------------------------------------- | ----- | ---------------------------------------- |
| Ryanair                                            | Irlande        | 181 000 000         | N/A            | 94 %                                         | 2023  | Ryanair annual report                    |
| Lufthansa                                          | Allemagne      | 122 000 000         | 946 132        | 82,9%                                        | 2023  | Annual Report 2023                       |
| IAG (British Airways, AER Lingus, Iberia, Vueling) | Royaume-Uni    | 115 559 000         | N/A            | 85,3%                                        | 2023  | IAG full year results                    |
| EasyJet                                            | Royaume-Uni    | 82 800 000          | N/A            | 89,3%                                        | 2023  | Annual report                            |
| Air France-KLM                                     | France         | 64 968 000          | N/A            | 83,8 %                                       | 2023  |                                          |
| Scandinavian Airlines System                       | Suède Danemark | 30 556 000          | 223 000        | 75,7 %                                       | 2023  | Financial report                         |
| Swissair                                           | Suisse         | 16 500 000          | 130 000        | 84,5%                                        | 2023  | Press releases                           |
| Austrian Airlines                                  | Autriche       | 13 857 000          | 113 417        | 81,9%                                        | 2023  | Financial report 2023                    |
| Finnair                                            | Finlande       | 11 000 000          | N/A            | 76,4%                                        | 2023  | Annual report 2023                       |
| ITA AIRWAYS (ex-Alitalia)                          | Italie         | 10 000 000          | N/A            | 79%                                          | 2021  |                                          |
| Virgin atlantic                                    | Royaume-Uni    | 5 300 000           | N/A            | 77%                                          | 2023  | Full Year 2023 Financial Results Summary |